# NGC 5898
NGC 5898 este o galaxie eliptică situată în constelația Balanța. A fost descoperită în 21 mai 1784 de către William Herschel. Se află la o distanță de 28,97 de megaparseci de Pământ.